# Малахов Андрій Олександрович
Андрі́й Олекса́ндрович Мала́хов (позивний «Туман») — український військовослужбовець, капітан Збройних сил України, учасник російсько-української війни. Лицар ордена Богдана Хмельницького II та III ступенів.

## Життєпис
На фронті від 2014 року. Станом на 2021 рік — ексначальник розвідувального відділення штабу загону 3-го окремого полку спеціального призначення ССО ЗСУ. У першій половині 2018 року загін під командуванням лейтенанта Андрія Малахова знищив не менш як 15 одиниць бойової техніки ворога на тимчасово окупованих територіях.
2015 року став керівником партії «Воїни АТО».
27 лютого 2019 року зареєстрований довіреною особою кандидата на пост Президента України Сергія Кривоноса на чергових виборах Президента України 31 березня 2019 року.

### Російське вторгнення (2022)
Від 1 червня 2022 — командир 518-го батальйону «Дике поле».

#### Слобожанський контрнаступ ЗСУ (2022)
6—7 вересня 2022 року з особовим складом батальйону провів успішні наступально-штурмові дії на позиціях окупантів по лінії: Щурівка — Нова Гусарівка — Байрак та встановив повний контроль над зазначеними населеними пунктами Харківщини та підступами до них.
8 вересня 2022 року прийнято рішення щодо продовження наступальних дій по фронту Балаклія — Савинці, де підрозділи противника було відрізано від основних сил і логістичних зв'язків постачання. Під час бою під Балаклією командир Малахов зазнав двох поранень у ногу й одне в стегно.
Особисто очолював штурмову групу батальйону «Дике поле», яка успішно форсувала річку Сіверський Донець та звільнила населений пункт Вільхуватка. Після того як штурмова група закріпилася на підступах до згаданого села, окупанти підтягнули резерви і вступили в бій з українським підрозділом. У прямому контакті зі супротивником капітан Андрій Малахов зазнав кульового поранення, проте разом із бійцями завдав ворогові значних втрат і змусив його відступити.

## Нагороди
- орден Богдана Хмельницького II ступеня (19 липня 2022) — за особисту мужність і самовіддані дії, виявлені у захисті державного суверенітету та територіальної цілісності України, вірність військовій присязі[9];
- орден Богдана Хмельницького III ступеня (21 серпня 2017) — за особистий внесок у зміцнення обороноздатності Української держави, мужність і самовідданість, виявлені під час бойових дій, високий професіоналізм та зразкове виконання службових обов'язків[10];
- медаль «За військову службу Україні» (23 липня 2016) — за особисту мужність і високий професіоналізм, виявлені у захисті державного суверенітету та територіальної цілісності України, вірність військовій присязі[11];
- медаль «Захиснику Вітчизни» (27 лютого 2017) — за особисту мужність, виявлену у захисті державного суверенітету та територіальної цілісності України, самовіддане виконання військового обов'язку[12].

## Військові звання
- капітан (станом на 2023)[5];
- старший лейтенант (станом на 2022)[9];
- молодший лейтенант (станом на 2017)[10];
- сержант (станом на 2016)[11].

## Цікаві факти
Своє псевдо капітан Андрій Малахов дістав від Головнокомандувача ЗСУ Валерія Залужного, який був вражений здатністю військового проводити операції на окупованій території, залишаючись невидимим.